# Zaragoza (provincie)
Zaragoza (provincie) is een provincie van Spanje en maakt deel uit van de regio Aragón. De provincie heeft een oppervlakte van 17.274 km². De provincie telde 973.684 inwoners in 2021 verdeeld over 292 gemeenten. Hoofdstad van Zaragoza is Zaragoza, waar circa driekwart van de bevolking woont.

## Bestuurlijke indeling
De provincie Zaragoza bestaat uit 13 comarca's die op hun beurt uit gemeenten bestaan. De comarca's van Zaragoza zijn:
- Aranda
- Bajo Aragón-Caspe
- Campo de Belchite
- Campo de Cariñena
- Campo de Borja
- Campo de Daroca
- Cinco Villas
- Comunidad de Calatayud
- Ribera Alta del Ebro
- Ribera Baja del Ebro
- Tarazona y el Moncayo
- Valdejalón
- Zaragoza

De comarca's met enkele gemeenten in Zaragoza zijn:
- Bajo Cinca
- Hoya de Huesca
- Jacetania
- Monegros

Zie voor de gemeenten in Zaragoza de lijst van gemeenten in provincie Zaragoza.

## Demografische ontwikkeling
Bron: INE
Opm: Bevolkingscijfers in duizendtallen